# Врбовско
Врбо́вско (хорв. Vrbovsko) — город в Хорватии, в Приморско-Горанской жупании, неподалёку от границы Словении, в 100 км на юго-запад от столицы страны — Загреба. Расположен в историческом регионе Горски Котар, в междуречье рек Купа и Добра.
Население — 1894 человек (2001). В округе проживает 6047 человек.
Рядом с городом проходит автомагистраль A6, Загреб — Риека, город связан регулярным автобусным сообщением с Загребом, Риекой и окрестными городами. Живописная природа в окрестностях Врбовско привлекает большое число туристов.
Первое упоминание о городе датируется 1481 годом, как и весь Горски Котар, Врбовско принадлежало сначала семье Франкопанов, потом во время австрийско-турецких войн перешло под контроль Австрии.
Во Врбовско традиционно проживало смешанное хорватско-сербское население. После распада Югославии в 1991 г. и последовавшей за этим войны часть сербского населения покинула город. По данным переписи 2001 года 57 % процентов населения Врбовско составляли хорваты и 36 % — сербы.
Главная достопримечательность города — неоготическая церковь св. Иоанна Непомуцкого, построенная в 1895 году на месте одноимённой церкви 1755 года.

## Известные уроженцы, жители
В деревне Луковдол неподалёку от Врбовско в 1913 году родился знаменитый хорватский писатель-антифашист Иван Горан Ковачич. В самом городе родился Владимир Абрамович (1922-2013).